# Rhizogonium distichum
Rhizogonium distichum är en bladmossart som beskrevs av Bridel 1827. Rhizogonium distichum ingår i släktet Rhizogonium och familjen Rhizogoniaceae. Inga underarter finns listade i Catalogue of Life.